# Королева фей (персонаж)
Королева фей (англ. Fairy Queen) — персонаж из ирландского и британского фольклора, мифическая королева, которая как считалось, правит феями. Под влиянием произведений Уильяма Шекспира, в англоязычной культуре её часто ассоциируют с Титанией или Королевой Маб.

## Мифология
В ирландском фольклоре последнюю верховную королеву сидов и жену короля Финварры называли Уна или Унах (англ. Oonagh или Uonaidh), в балладных традициях Северной Англии и Нижней Шотландии, её называли Королевой Эльфейм.
Персонаж также связан с именем Морган (фея Моргана из цикла Артурианы) или вышеупомянутым вариантом Маб. В двух балладах англоязычного сборника «Баллады Чайлда» (англ. Child Ballads) «Там Лин» и «Томас-Рифмач» королева представлена не только красивой и соблазнительной, но также ужасной и смертоносной. Согласно одной из легенд, Королева фей является путникам как прекрасная леди на белом коне, в лёгких одеяниях изумительной красоты. По одной из версий мифа Королева фей платит десятину в ад каждые семь лет, а её смертным любовникам часто выпадает роль жертв. По другой версии — Королева может забрать приглянувшегося мужчину в своё королевство на семь лет, с условием обета молчания во время пребывания там. В случае возвращения тот обретает сверхъестественные способности, к примеру, прорицание.

## В литературе
Как Эдмунд Спенсер, так и Уильям Шекспир использовали сказания о Королеве фей для создания аналогичных персонажей собственных произведений: Спенсер — для поэмы «Королева фей», Шекспир — для комедии «Сон в летнюю ночь». В «Королеве фей» героиню Спенсера зовут Глориана, упоминается также имя Танаквилл, что происходит, вероятно, от имени жены Тарквиния Приска. В более поздней пьесе Шекспира королеву фей, супругу Оберона, зовут Титанией, именем, полученным от Овидия как эпитета римской богини Дианы. Диана регулярно изображалась как правительница королевства фей в демонологической литературе, например, в «Демонологии» авторства британского короля Якова, где говорится, что она принадлежит к «четвёртому виду духов, королеву которых язычники называли Дианой, а её странствующий двор среди нас называют „феями“ или „нашими добрыми соседями“».
В одном из самых ранних романов о Питере Пэне, «Маленькая белая птичка», Дж. М. Барри также называет королеву фей именем Маб, хотя персонаж выступает уже как определённо положительный.

## В неоязычестве
Персонаж королевы лесных духов, подобной римской Диане, повлиял на некоторые неоязыческие движения, такие как викка, разработанные в числе прочего, на основе концепции Чарльза Лиланда об Арадии («Королеве ведьм»).
Средневековая христианская традиция осуждала культовые верования в ночных духов женского пола, которые могли принимать подношения или приглашать людей посетить своё королевство. В Шотландии в 1530-х годах была описана встреча шотландских ведьм с некими «милыми духами» и «их королевой Дианой» во главе. Исследовательница фольклора Джулиан Гудэйр поясняет что едва ли в Шотландии существовал культ Дианы; скорее такими терминами классифицировали народные верования современные представители власти.